# Обломилась доска
«Обломилась доска» — сольный акустический альбом лидера рок-группы «Калинов мост» Дмитрия Ревякина, записанный в домашних условиях в 1988 году вместе с альбомом «Всякие разные песни» и изданный спустя 9 лет в серии «Быль» от Moroz Records в 1997 году. Некоторые из песен, представленных на альбоме были популярны в акустическом исполнении Ревякина и позже вошли в репертуар группы «Калинов мост», некоторые прозвучали во время записи впервые и никогда больше публично не исполнялись.

## Запись
Альбом записан вместе с альбомом «Всякие разные песни» в ночь с 24 на 25 января 1988 года в 1 общежитии Новосибирского электротехнического института с микрофонов на бытовой катушечный магнитофон «Электроника 004» и 9 лет ходил по рукам, переписываемый с кассеты на кассету, пока не был издан в 1997 году студией «Moroz Records». Первыми слушателями двух новоиспечённых альбомов стали студенты радиотехнического факультета НЭТИ, где позже зародился «Калинов мост».

## Список композиций
| №   | Название                            | Автор(ы)           | Длительность |
| --- | ----------------------------------- | ------------------ | ------------ |
| 1.  | «Шёл казак» (Забайкальская казачья) | Народная           | 4:39         |
| 2.  | «Сансара»                           | Дмитрий Ревякин    | 4:56         |
| 3.  | «Девка красная»                     | Дмитрий Ревякин    | 3:20         |
| 4.  | «Кроха»                             | Дмитрий Ревякин    | 1:56         |
| 5.  | «Хиппи мы или нет»                  | Александр Кириллов | 3:26         |
| 6.  | «Грустная песня»                    | Дмитрий Ревякин    | 2:34         |
| 7.  | «Хищник»                            |                    | 2:36         |
| 8.  | «Я усну...» («Весенний блюз»)       | Дмитрий Ревякин    | 8:09         |
| 9.  | «Ёк-макарёк»                        | Сергей Гневкин     | 8:53         |
| 10. | «Мы с тобой»                        | Дмитрий Ревякин    | 2:43         |

## Участники записи
- Дмитрий Ревякин — 12-струнная гитара, вокал
- Виктор Чаплыгин — бонги, маракасы, подпевки, шумы
- Александр Кириллов — концепция звука, шумы (расческа, ключи, ложка в стакане)
- Анатолий Атюков — подпевки, шумы, запись и сведение звука
- Игорь Фоминский — подпевки, шумы
- Александр Пищальников — подпевки, шумы